# 2704 Юліан Льове
2704 Юліан Льове (2704 Julian Loewe) — астероїд головного поясу, відкритий 25 червня 1979 року.
Тіссеранів параметр щодо Юпітера — 3,525.